# 8831 Brandstrom
A 8831 Brandstrom (ideiglenes jelöléssel 1989 CO5) a Naprendszer kisbolygóövében található aszteroida. Freimut Börngen fedezte fel 1989. február 2-án.